# 야러그래츠
《야! 러그래츠》(영어: The Rugrats Movie)는 미국에서 제작된 노턴 버지언과 이고리 코발료프 감독의 1998년 코미디 애니메이션 영화이다. E. G. 데일리 등이 목소리 출연하였고, 추포 가보르 등이 제작에 참여하였다.
1998년 11월 20일 미국에서 파라마운트 픽처스를 통해 개봉되었다.
후속작으로 《야! 러그래츠: 파리 대모험》(2000), 《야! 러그래츠: 무인도 대모험》(2003)이 있다.

## 출연

### 주연
- E. G. 데일리
- 태라 스트롱
- 크리스틴 캐버나
- 캐스 수시
- 셰릴 체이스
- 잭 라일리
- 멜러니 차토프
- 마이클 벨
- 트레스 맥닐
- 필립 프록터
- 조 얼래스키

### 특별 출연
- 데이비드 스페이드
- 우피 골드버그
- 팀 커리
- 해티 윈스턴
- 앤드리아 마틴
- 크리 서머
- 토니 제이
- 버스타 라임스
- 로저 클린튼 주니어
- 마거릿 조
- 이디 매클러그
- 찰리 애들러
- 그레그 버거
- 에이브러햄 벤루비

### 노래 부르는 아기들
- 레니 크래비츠
- 이기 팝
- 리사 로브
- 패티 스미스
- 벡
- 루 롤스
- 돈 로빈슨
- 로리 앤더슨
- The B-52's

## 기타 제작진
- 공동 제작: 줄리아 피스터, 핼 웨이트